# Эволюция вирусов
Эволю́ция ви́русов — раздел эволюционной биологии и вирусологии, который посвящён именно эволюции вирусов. Множество вирусов, в частности РНК-вирусы, имеют маленький период размножения и повышенную частоту мутаций (одна точечная мутация или более на геном за один раунд репликации РНК вируса). Такая повышенная частота мутаций, в случае комбинации с естественным отбором, позволяет вирусам быстро адаптироваться к изменениям в окружающей среде.
Эволюция вирусов — важнейший аспект эпидемиологии вирусных болезней, таких как грипп (ортомиксовирусы), ВИЧ-инфекция (Вирус иммунодефицита человека) и гепатит (например вирус гепатита С). Быстрое мутирование вирусов также вызывает проблемы с разработкой действенных вакцин и противовирусных препаратов, так как мутации устойчивости к лекарственным препаратам возникают в течение недели или месяца после начала лечения. Одной из главных теоретических моделей для изучения вирусной эволюции является модель вирусных квазивидов.

## Происхождение вирусов
Изучение на молекулярном уровне выявило связь между вирусами, инфицирующими организмы каждого из трёх доменов жизни, и вирусными белками, которые предшествовали разделению доменов жизни и поэтому относятся к последнему универсальному общему предку. Это показывает, что некоторые вирусы появились на ранних стадиях эволюции жизни, и что вирусы могли, возможно, возникать многократно.
Имеется три классические гипотезы о происхождении вирусов:
- Вирусы могли быть когда-то небольшими клетками, которые паразитировали на больших клетках (гипотеза вырождения[4][5] или редукционная гипотеза[6]);
- некоторые вирусы могли произойти от кусков ДНК или РНК которые «сбежали» из генов больших организмов (гипотеза бродяжничества[7] или гипотеза беглой ДНК);
- или вирусы могли бы эволюционировать от комплексов молекул белка и нуклеиновой кислоты одновременно с появлением первых клеток на Земле или ранее (гипотеза первичности вирусов).[6][8]

Ни одна из этих гипотез не является полностью принятой: гипотеза о вырождении не объясняет, почему даже наименьшие из клеточных паразитов так непохожи на вирусы в любом отношении. Гипотеза сбежавшей ДНК не объясняет сложных капсидов и других структур вирусных частиц. Гипотеза первичности вирусов была быстро отвергнута, так как она противоречит самому определению вирусов, которым необходимы клетки-хозяева. Вирусологи, однако, начали пересматривать и переоценивать все три гипотезы.
Одна из проблем изучения происхождения вирусов и их эволюции — это их высокая частота мутаций, особенно в случае РНК ретровирусов, подобных ВИЧ/СПИД. Недавнее исследование, основанное на сравнении структуры укладки вирусных белков, однако, предоставляет некоторые новые доказательства. Суперсемейства укладки белков Fold Super Families (FSF’s) являются белками, которые имеют схожую структуру укладки полипептидной цепи независимо от последовательности их аминокислот, и они, как показано, могут служить доказательством филогении вирусов. Таким образом, вирусные белки можно разделить на 4 суперсемейства; основанных на трёх ветвях вирусов бактерий, архей и эукариот, вместе с четвёртым суперсемейством, которое, похоже, указывает на то, что оно отделилось перед разделением на три ветви. Таким образом, «вирусный протеом отражает пути древней эволюционной истории, которая может быть восстановлена при использовании современных подходов биоинформатики». Anshan Nasir и Gustavo Caetano-Anollés: «Это предполагает существование древних клеточных линий, общих для клеток и вирусов ещё до появления „последнего универсального клеточного предка“, который дал начало современным клеткам. В соответствии с нашими данными, длительный отбор на уменьшение размера генома и размера частиц в конечном итоге привёл к редукции вироклеток до современных вирусов (характеризующихся полной потерей клеточного состояния), тогда как другие сосуществующие клеточные линии дали многообразие современных клеток». Более того, длинное генетическое расстояние между суперсемействами РНК и ДНК предполагает, что гипотеза мира РНК может иметь новые экспериментальные данные, свидетельствующие о длительном промежуточном периоде в эволюции клеточной жизни.

## Эволюция
Вирусы не образуют окаменелостей в традиционном понимании, поскольку они намного меньше, чем мельчайшие коллоидные частицы, образующие осадочные породы, которые приводят к фоссилизации растений и животных. Однако, геномы многих организмов содержат эндогенные вирусные элементы (EVEs). Эти ДНК последовательности являются остатками древних вирусных генов и геномов, которые «вторглись» в клетки зародышевой линии хозяина. Например, геномы большинства видов позвоночных содержат от сотен до тысяч последовательностей полученных от древних ретровирусов. Эти эндогенные вирусные элементы являются ценным источником ретроспективных данных об эволюционной истории вирусов и породили науку палеовирусологию.
Эволюционную историю вирусов можно в некоторой степени вывести из анализа современных вирусных геномов. Были измерены скорости мутаций для многих вирусов, а применение молекулярных часов позволяет определить сроки расхождения.
Вирусы развиваются путем изменения старых или приобретения новых последовательностей в их РНК (или ДНК), некоторые довольно быстро, и самые адаптированные мутанты быстро превосходят числом их менее подходящих аналогов. В этом смысле их эволюция Дарвиновская. Путь, по которому вирусы воспроизводятся в клетках-хозяевах делают их особенно восприимчивыми к генетическим изменениям, которые помогают ускорить их эволюцию. РНК-вирусы особенно подвержены мутациям. В клетках-хозяевах существуют механизмы исправления ошибок во время репликации ДНК и они удаляются во время деления клеток. Эти важные механизмы предотвращают передачу летальных мутаций потомству. Но эти механизмы не работают для РНК, и когда РНК-вирус реплицируется в своей клетке-хозяине, изменения в его генах иногда приводят к ошибкам, некоторые из которых смертельны. Одна вирусная частица может производить миллионы вирусов-потомков всего за один цикл репликации, поэтому появление всего нескольких «дефектных» вирусов не является проблемой. Большинство мутаций «молчащие», и не приводят к каким-либо явным изменениям в вирусном потомстве, но некоторые дают преимущества, которые повышают их приспособленность к условиям окружающей среды. Это могут быть изменения вирусных частиц, маскирующих их от идентификации клетками иммунной системы или изменения, которые делают противовирусные препараты менее эффективными. Оба типа таких изменений происходят часто с ВИЧ.
Многие вирусы (например, вирус гриппа А) могут «перетасовывать» свои гены с другими вирусами, когда два сходных штамма заражают одну и ту же клетку. Это явление называется Антигенная изменчивость, и часто является причиной появления новых и более вирулентных штаммов. Другие вирусы изменяются медленнее, поскольку мутации в их генах постепенно накапливаются с течением времени из-за дрейфа генов.
Благодаря этим механизмам новые вирусы постоянно появляются и представляют собой постоянный вызов попыткам контролировать вызываемые ими заболевания. В настоящее время известно, что у большинства видов вирусов есть общие предки, и хотя гипотеза «первичности вирусов» еще не получила полного признания, нет никаких сомнений в том, что тысячи видов современных вирусов развились из менее многочисленных древних. Например, морбилливирусы представляют собой группу тесно связанных, но разных вирусов, которые заражают широкий круг животных. В группу входит вирус кори, который заражает людей и приматов; вирус чумки собак, который заражает многих животных, включая собак, кошек, медведей, ласок и гиен; вирус чумы крупного рогатого скота, который заражает рогатый скот и буйволов; и другие вирусы тюленей, морских свиней и дельфинов. Хотя невозможно доказать, какой из этих быстро развивающихся вирусов является самым ранним, поскольку такая тесно связанная группа вирусов, встречающихся в таких разных хозяевах, предполагает возможность существования общего предка в прошлом.

### Эволюция размеров вирусных геномов
Вирусы обладают большим диапазоном размеров генома. Это особенно заметно у ДНК-вирусов, у которых размер генома колеблется от 1 758 п.н. у Porcine circovirus (оцДНК) до примечательного 1 259 197 п.н. в случае генома Megavirus chilensis (дцДНК), следовательно размеры геномов перекрывают приблизительно три порядка по величине, несмотря на то, что у всех оцДНК-вирусов геномы меньше, чем 11 000 п.н. в длину. Намного более узкий диапазон размеров генома наблюдается у РНК-вирусов. Самым маленьким известным в настоящее время РНК-вирусом, является Ophiostoma novo-ulmi mitovirus 6-Ld, имеющий размер генома только 2 343 п.н., в то время как самые большие РНК-вирусы, являющихся коронавирусами, и Roniviruses (порядок Nidovirales), имеют размеры генома приблизительно 30 000 п.н. Средние размеры генома в РНК вирусов составляют приблизительно 10 000 п.н. Интересно, что кажется, нет существенного различия в размере генома между сегментированными и несегментированными РНК-вирусами. Это означает, что сегментация генома не развилась как способ увеличить размеры генома вирусов.
Было предложено множество теорий для объяснения эволюции размеров генома у вирусов. Одна теория состоит в том, что размеры генома вируса ограничены максимальным размером генетического материала, который может содержаться в одном белке капсида вируса. Однако огромный диапазон размеров генома, особенно у ДНК-вирусов, свидетельствует против этого. Содержание генома больших ДНК-вирусов частично отражает большую частоту горизонтального переноса генов и их удвоение. (см. далее). В частности, центральная часть генома многих больших ДНК-вирусов составлена из ряда основных генов, управляющих основными биохимическими функциями, включая репликацию, в то время как концевые, обрамляющие гены отличаются у отдельных вирусов и часто ответственны за коррекцию иммунитета, круг хозяев и вирулентность, и они, часто ведут свое происхождение из генома организмов-хозяев путем их захвата. Эти эволюционные процессы рождения и исчезновения генов привели к большому разнообразию в размерах генома. Например, крупное увеличение размера генома начиная с предкового крупного ядерно-цитоплазматического ДНК-содержащего вируса (NCLDV) кончая теми, которые циркулируют сегодня. Эти эволюционные процессы, объединенные с открытием гигантских вирусов морских водорослей и амеб, наводят на мысль о том, что вряд ли существуют строгие ограничения против размеров генома у больших ДНК-вирусов. Точно так же, и то, что бактериофаги в состоянии переносить значительные части бактериальной хромосомы, что играет ключевую роль в горизонтальном переносе генов среди бактерий, свидетельствует против строгих ограничений на размер генома вирусов.
Однако определенные структурные особенности вириона должны ограничивать размеры генома до некоторой степени. Во-первых, более длинные вирусные геномы, приводят к увеличению времени репликации, что может быть неблагоприятным фактором. Во-вторых, в случае РНК-вируса, возможно, что трудности при раскручивании потенциально длинных регионов дцРНК во время репликации накладывает ограничение на максимальный достижимый размер генома. Например, утверждалось, что раскручиванием дцРНК в РНК-вирусах с геномами, больше, чем 6 000 п.н., контролируется наличием домена с активностью хеликазы (HEL), эволюция которого позволяет РНК-вирусам увеличить их размера генома.
Более вероятное объяснение диапазона размеров вирусных геномов состоит в том, что они отражают фоновую частоту мутаций. Как отмечено ранее, существует фундаментальное отношение между частотой мутаций и размером генома, по-видимому относящиеся ко всем живым системам.
Соответственно, дцДНК-вирусы с относительно низкими частотами мутаций будут в состоянии достигнуть относительно больших размеров генома, в то время как маленькие геномы, наблюдаемые в РНК- и оцДНК-вирусах, отражают более высокую частоту возникновения ошибок, наблюдаемую в этих системах. Возможно, как это ни парадоксально, идея, что частоты мутаций определяют размер генома, может быть расширена для объяснения очень больших (по стандартам РНК-вирусов) геномов у коронавирусов и Roniviruses. Большую часть геномов этих семейств (больше, чем 20 000 п.н.) занимает ген репликазы, содержащий домен ExoN, кодирующий от 3',5'-экзорибонуклеазу. Поскольку эта область ExoN является гомологичной клеточным белкам суперсемейства DEDD экзонуклеаз, вовлеченных в коррекцию и репарацию, возможно, что коронавирусы и Roniviruses сокращают количество ошибок посредством своего рода корректирующей активности 3',5'-экзорибонуклеазы. Это, в свою очередь, сокращает мутационное давление и допускает большие размеры генома.
Последнее важное отличие между РНК- и дцДНК-вирусами относительно размера генома — то, что первые (а также оцДНК-вирусы) часто используют перекрывающиеся открытые рамки считывания, тогда как они менее распространены у последних (несмотря на то, что, например, гены M065R и M066R поксвирусного вируса миксомы перекрываются на 100 п.н.). Belshaw и др. отметил 819 случаев перекрытия генов среди 701 генома РНК вирусов; 56 % исследованных вирусов имели некоторую степень перекрытия генов, почти всегда включающую сдвиг рамки считывания на +1 или −1.
Кроме того, РНК-вирусы с более длинными геномами имеют тенденцию показывать меньшую степень перекрытия генов, чем вирусы с более короткими геномами. Несмотря на то, что точные эволюционные процессы, ответственные за эволюцию перекрывающихся рамок считывания, являются до конца неясными, они точно позволяют увеличить количество разнообразных белков, закодированных одной нуклеотидной последовательностью.

### Эволюция организации генома
Можно утверждать, что у вирусов наблюдается наибольшее разнообразие видов нуклеиновых кислот и структур организации генома, чем у любой другой группы организмов. Помимо очевидного разделения на РНК-вирусы, ДНК-вирусы и ретровирусы, эти группы могут подразделяться на вирусы с положительной и отрицательной цепью нуклеиновой кислоты, на вирусы содержащие одну или две цепи нуклеиновой кислоты, на вирусы с целым или сегментированным геномом (которые обычно являются многокомпонентными в случае оц(+)РНК вирусов растений), и наконец на те, что используют субгеномные РНК, и те, подобно коронавирусам, которые используют сдвиг рамки считывания рибосомы. Поэтому ключевой задачей для эволюционных вирусологов является объяснение того, почему существует такое разнообразие структур вирусных геномов. Один из наиболее обсуждаемых вопросов относительно эволюции структур геномов РНК-вирусов заключается в том, почему некоторые из них сегментированные, а другие нет. Одна из теорий состоит в том, что сегментации генома развивалась как способ увеличения генетического разнообразия путем  увеличения числа возможных вариантов сочетания разных фрагментов друг с другом, так называемая реассортация, хотя эта теория кажется маловероятной. Точно так же нет убедительных доказательств того, что сегментация генома способствует возникновению более длинных геномов. Другое объяснение заключается в том, что сегментация генома, особенно у многокомпонентных вирусов, является результатом внутриклеточного отбора в пользу более коротких РНК, которые превосходят их полноразмерные аналоги по скорости репликации. Однако эта теория не может дать убедительное объяснение тому, почему многокомпонентные вирусы почти все ограничены  вирусами растений.
Конкурирующая теория происхождения сегментированных геномов состоит в том, что сегментация позволяет лучше контролировать экспрессию генов. Очевидно, что всем РНК-вирусам необходимо контролировать уровень каждого производимого ими белка. У многих оц(+)RNA-вирусов такой контроль происходит на уровне трансляции, поскольку это обязательная первая стадия в жизненном цикле вируса. Дополнительные ограничения, с которыми сталкиваются вирусы этого типа, заключаются в том, что эукариотические рибосомы распознают только 5’-регион молекул мРНК, так что внутренние стартовые кодоны не используются, а мРНК обычно моноцистронная. Поэтому многие оц(+)RNA-вирусы, просто транслируют свою РНК в один полипротеин, который протеолитически расщепляется на индивидуальные белки. Этот тип организации генома могут представлять предковый тип организации генома оцРНК-вирусов. Хотя такая организация генома обеспечивает эффективную репликацию, при трансляции производятся одинаковые количества каждого белка, так что возможность контроля над экспрессией генов невелика. Как следствие, другие оц(+)RNA-вирусы разработали множество более сложных способов контроля экспрессии генов, все из которых можно рассматривать как способы разделения вирусного генома на отдельные транскрипционные единицы, внутри которых транскрипция (и трансляция) может происходить независимо и с разной силой. Такое разделение может представлять собой создание нескольких сегментов генома, использование субгеномных РНК, или использование сдвига рамки считывания рибосомы на -1 для создания нескольких открытых рамок считывания, как в случае коронавирусов и ронивирусов.
Совершенно иначе обстоит дело с оц(-)РНК-вирусами. Поскольку оц(-)RNA-вирусам необходимо транскрибировать свои геномы в мРНК, перед их трансляцией, некоторый контроль над экспрессией генов может происходить на этом этапе транскрипции. С одной (-)цепи РНК может быть транскрибировано несколько мРНК,  при этом первая мРНК (транскрипция которой начинается ближе всех к 3’-концу) будет представлена в большей концентрации, а последняя (5’-концевая) мРНК в наименьшей концентрации. То есть в зависимости от расположения старта транскрипции мРНК в геноме вируса создается транскрипционный градиент.  Следовательно, возможно, что способность лучше контролировать экспрессию генов посредством контроля транскрипции сама по себе представляет собой причину, по которой в первую очередь возникали геномы с антисмысловой (-)РНК. В этом отношении важно, что геномы несегментированных оц(-)РНК– вирусов обладают высококонсервативным порядком генов, составляют одну группу при построении филогенетических деревьев на основе последовательностей полимераз, и могут быть легко классифицированы в пределах группы Mononegavirales. Более того, при этом способе организации генома, порядок генов, по-видимому, зависит  от требуемого количества белкового продукта этих генов, так что первые гены расположенные ближе к 3’-концу кодируют белки нуклеокапсида, а гены расположенные на 5’-конце, кодируют РНК-полимеразу. Это подтверждает предположение, что это адаптация для облегчения контроля экспрессии генов.